# Куликов, Борис Васильевич
Бори́с Васи́льевич Кулико́в (род. 1921, город Сокол Вологодской области) — советский конструктор ракетной техники, лауреат Государственной премии СССР.

## Биография
Борис Васильевич Куликов родился в 1921 году в городе Сокол Вологодской области.
- 1947 год — окончил Московский авиационный институт;
  - специализация: инженер-механик по самолётостроению.
  - Сразу после этого работал инженером-расчетчиком в ОКБ-2 при заводе № 1 Министерства авиационной промышленности.
- ноябрь 1951 года — стал одним из первых специалистов — основателей Машиностроительного конструкторского бюро «Радуга»;
  - прошёл путь от инженера-расчетчика до заместителя Главного конструктора,
  - и до заместителя руководителя предприятия по темам, которые разрабатывались на предприятии.
    - Его «детище» — ракета Х-22: с момента разработки и до запуска в серийное производство и эксплуатацию.

Х-22 «Буря» (изделие Д-2, по классификации НАТО — AS-4 Kitchen — «Кухня») — советская/российская сверхзвуковая крылатая противокорабельная ракета воздушного базирования большой дальности.

## Награды
Награды:
- ордена:
  - Трудового Красного Знамени,
  - «Знак Почета»,
- медали.
- лауреат[когда?] Государственной премии СССР.